# Epidendrum angustisegmentum
Epidendrum angustisegmentum är en orkidéart som först beskrevs av Louis Otho Otto Williams, och fick sitt nu gällande namn av Eric Hágsater. Epidendrum angustisegmentum ingår i släktet Epidendrum och familjen orkidéer. Inga underarter finns listade i Catalogue of Life.